# Иоланда де Дрё
Иоланда де Дрё (фр. Yolande de Dreux; около 1269 — 1324/1330) — французская аристократка, вторая супруга короля Шотландии Александра III в 1285—1286 годах, графиня де Монфор с 1311 года. В 1285 году она вышла замуж за короля Шотландии, который погиб через 5 месяцев после брака. Иоланда в это время была беременной, но ребёнок или родился мёртвым, или умер сразу после рождения. Позже она вышла замуж за будущего герцога Бретонского Артура II, родив в этом браке сына и 5 дочерей. После смерти матери она унаследовала графство Монфор, наследником которого, после её смерти, стал сын Жан II де Монфор.

## Происхождение
Иоланда была дочерью Роберта IV, графа де Дрё, и Беатрис де Монфор. Владения графов де Дрё располагались примерно в 40 милях к западу от Парижа. Семья Иоланды приходилась дальними родственниками королям Франции из династии Капетингов (их предком был один из сыновей короля Людовика VI), а также имела тесные связи с другими могущественными аристократическими семьями. Кроме того, её мать была единственным ребёнком графа де Монфор-л’Амори Жана I, унаследовавшая от отца титул графини Монфор.

## Шотландская королева
О ранних годах жизни Иоланды известно мало. Она родилась, возможно, около 1269 года. «Хроника Ланеркоста» приводит слух о том, что Иоланда изначально была монахиней, но из-за возникших перспектив королевского брака вернулась к светской жизни. Однако каких-то других доказательств данного утверждения не существует. Историк Джессика Нельсон считает, что с учётом враждебного отношения к Иоланде и её первому мужу «Хроники» к этому известию следует относиться осторожно.
Первым мужем Иоланды стал шотландский король Александр III, для которого этот брак стал вторым. Для него желание жениться было связано с тем, что к этому моменту Шотландский королевский дом находился на грани вымирания. Сам Александр был единственным ребёнком в семье. Его первой женой была Маргарет, дочь английского короля Генриха III. Она умерла в 1275 году, родив трёх детей. Первый ребёнок четы, дочь Маргарет, в 1281 году была выдана замуж за норвежского короля Эйрика II Магнуссона, но умерла двумя годами спустя, родив единственную дочь Маргарет. Позже родились двое сыновей, Александр и умерший ребёнком Давид. Александр считался наследником шотландского престола, но в январе 1284 года умер. Хотя он и был женат, но брак был бездетным. В итоге единственной наследницей Александра III оказалась недавно родившаяся внучка Маргарет, известная под прозвищем «Норвежская Дева».
Чтобы найти новую жену, Александр III в феврале 1285 отправил посольство на континент. Выбор пал на Иоланду. Летом она вместе с братом Жаном прибыла в Шотландию. Свадьба состоялась в праздник святого Каликста 14 октября в Джедборском аббатстве. На церемонии присутствовало большое количество дворян не только из Шотландии, но и из Франции.
Свадебная церемония прошла с большой пышностью и блеском. Уолтер Боуэр рассказывает о том, что свадьба была омрачена зловещим привидением, которое появилось среди танцующих и напоминало саму Смерть. По мнению современных исследователей, данная история имеет позднее происхождение. Брак Иоланды продлился 5 месяцев. 18 марта 1286 года король был в Эдинбурге на совете. К ночи разразилась буря. После окончания совета Александр III поев и выпив, решил отправиться в замок Кингхорн, где находилась его юная жена, которой он был сильно увлечён. Не слушая возражений, он выехал вместе с несколькими придворными и проводниками из Эдинбурга. Переправившись через Ферт-оф-Форт, сопровождающие потеряли его из виду. Около крутого обрыва королевская лошадь оступилась. Утром тело короля нашли со сломанной шеей.
Иоланда ждала ребёнка, поэтому вопрос о том, кто будет наследовать корону, остался открытым. В соответствии с древним обычаем наследования шотландского трона во главе стоял принцип первородства. В соответствии с этим правилом, если бы Иоланда родила сына, он имел бы преимущество перед Маргарет Норвежской Девой, внучкой короля, признанной его наследницей в феврале 1284 года. Ребёнок родился в конце ноября, но о нём мало что известно: он или родился мёртвым, или умер после рождения. Сообщения об этом хроник того времени достаточно запутаны. «Хроника Ланеркоста», негативно относившаяся к королеве, даже утверждала, что она симулировала беременность и пыталась присвоить себе ребёнка другой женщины, выдав его за своего, чему помешал граф Бьюкен, выславший её за границу, после чего хронист с удовлетворением отметил, что «женская хитрость всегда имеет жалкий исход». Джессика Нельсон считает, что эта история в значительной мере основана на слухах или чьих-то злых умыслах.

## Второй брак
После смерти мужа Иоланда продолжала какое-то время оставаться в Шотландии, живя на доход с переданных ей после брака владений. У неё были поместья в судебной области Стерлинга, конный завод в Джедборо; кроме того, из доходов от Берика ей ежегодно выплачивалось 200 фунтов. Возможно, что местом её жительства был замок Стерлинг.
В мае 1294 года вышла замуж вторично. Её избранником стал другой родственник, Артур II, который в 1305 году стал герцогом Бретонским. В этом браке родился сын, Жан и 5 дочерей. Этот сын в 1341 году предъявил претензии на герцогство Бретань, после чего началась война за Бретонское наследство. Хотя Жану так и не удалось получить герцогство, но оно в итоге перешло к его сыну, Жану IV (V).
Иоланда пережила второго мужа, умершего в 1312 году. К тому моменту в 1311 году умерла её мать, после чего она унаследовала графство Монфор-л’Амори.
Точный год смерти Иоланды неизвестен. В некоторых генеалогических базах указывается, что она умерла в 1322 году. Однако Иоланда упоминается и после этого года. В октябре 1323 года она проявила интерес к своим шотландским владениям, выписав охранную грамоту французскому рыцарю, чтобы тот съездил в Шотландию «за приданным герцогини Бретонской, когда она была королевой Шотландии». Последний раз Иоланда упоминается 1 февраля 1324 года, когда она предприняла меры для поддержки своей дочери Марии, ставшей монахиней. В одном позднем источнике указывается, что бывшая королева умерла 2 августа 1330 года в монастыре Порт-Рояль-де-Шан за пределами Парижа.

## Браки и дети
1-й муж: с 14 октября 1385 Александр III (4 сентября 1241 — 19 марта 1286), король Шотландии с 1249 года. Дети:
- ребёнок (родился и умер в ноябре 1286)[4].

2-й муж: с 1322 или ноября 1324 года Артур II (25 июля 1262—1312), герцог Бретани и граф де Пентьевр с 1305 года, виконт Лиможа в 1275—1301 годах, граф Ричмонд в 1286 году, виконт де Леон в 1293 году. Дети:
- Жан II де Монфор (около 1294 — 26 сентября 1345), граф де Монфор с 1324/1330 года, граф Ричмонд]в 1341—1342 годах, титулярный герцог Бретани (под именем Жан IV) с 1341 года.
- Беатрис Бретонская (7 декабря 1295 — 9 декабря 1384); муж: с 1315 Ги X (ум.1347), сеньор де Лаваль с 1333 года.
- Жанна Бретонская (1296 — 24 мая 1364); муж: Роберт Фландрский (ум. 1331), сеньор де Кассель, граф де Марль.
- Алиса Бретонская (1298 — май 1377); муж: Бушар VI (ум.1341), граф де Вандом.
- Бланка Бретонская (18 июля 1300 — ?), умерла ребёнком.
- Мария Бретонская (1302 — 24 мая 1371), монахиня в Пуасси в 1323 году.